# Дентална формула
Дентална формула или зубна формула одређује број и распоред различитих врста зуба у усној дупљи људи и животиња.
Сви сисари осим кљунара, оклопника, крезубица, љускаваца и китова, имају по четири различите врсте зуба − сјекутиће, очњаке, преткутњаке и кутњаке. Свака животињска врста има одређен број колико може имати зуба неке врсте. Сисари који имају различите врсте зуба се називају хетеродонти, а они који немају се називају хомодонти.
Број и распоред различитих врста зуба неке врсте се записује у облику денталне формуле за само једну страну уста (лијеву или десну, пошто су идентичне), у два реда − у доњем реду за зубе доње вилице, а у горњем реду за зубе горње вилице. На тај начин, укупан број зуба те врсте је дупло већи од збира свих бројева у денталној формули. У сваком реду, прво се записује број сјекутића, а затим слиједи број очњака, преткутњака и кутњака. Тако, на примјер формула 2.1.3.1 за доњу вилицу указује да дотична животињска врста има два сјекутића, један очњак, три преткутњака и један кутњак на једној страни доње вилице.
Дентална формула човјека је сљедећа:
| 2.1.2.3 |
| 2.1.2.3 |

Дентална формула мачака је:
| 3.1.3.1 |
| 3.1.2.1 |

Дентална формула паса је:
| 3.1.4.2 |
| 3.1.4.3 |

Оклопник, пошто је хомодонт, тј. сви зуби су му исте врсте, има денталну формулу 7/7.
Максимална дентална формула виших сисара је:
| 3.1.4.3 |
| 3.1.4.3 |

Нижи сисари, попут торбара, могу имати више зуба него виши. Дентална формула опосума је:
| 5.1.3.4 |
| 4.1.3.4 |

Многи сисари, кад се тек роде, имају зубе који касније испадну и буду замијењени другим зубима. Ови зуби се називају млијечни зуби и за такве сисаре се каже да су diphyodonti. Обично дентална формула млијечних зуба изгледа исто као и зуба одраслих јединки, са изузетком преткутњака.
Дентална формула млијечних зуба човјека је сљедећа:
| 2.1.0.2 |
| 2.1.0.2 |

Дентална формула млијечних зуба паса је:
| 6.2.3.0 |
| 6.2.3.0 |